# Bộ Y tế Công cộng (Triều Tiên)
Bộ Y tế Công cộng Bắc Triều Tiên (tiếng tiếng Hàn Quốc: 조선민주주의인민공화국 보건성) là cơ quan hành chính trung ương của Nội các Cộng hòa Dân chủ Nhân dân Triều Tiên. Bộ được thành lập vào ngày 2 tháng 9 năm 1948, khi Nội các Bắc Triều Tiên được thành lập. Bộ trưởng hiện tại là O Chun-bok, nhậm chức tháng 4 năm 2019.

## Các Bộ trưởng cũ
1. Li Pyong-nam: ngày 2 tháng 9 năm 1948 ~ ngày 30 tháng 11 năm 1948, ngày 1 tháng 12 năm 1948 ~ ngày 30 tháng 9 năm 1949, ngày 1 tháng 10 năm 1949 ~ ngày 20 tháng 9 năm 1957, ngày 20 tháng 9 năm 1957 ~ tháng 12 năm 1958, ngày 6 tháng 7 năm 1959 ~ năm 1960.
2. Choi Chang-seok: ngày 23 tháng 10 năm 1962 ~ ?.
3. Li Lakbin: ngày 16 tháng 12 năm 1967 ~ ngày 27 tháng 12 năm 1967 (tổng giám đốc), ngày 28 tháng 12 năm 1967 ~ năm 1972, 15 tháng 12 năm 1977 ~ năm 1980 (tổng giám đốc).
4. Myung-Bin Park: (tổng giám đốc), năm 1980 ~ 4 tháng 4 năm 1982 (tổng giám đốc), 5 tháng 4 năm 1982 ~ ?, 28 tháng 12 năm 1986 ~ ? (tổng giám đốc).
5. Lee Jong-yul: ngày 29 tháng 12 năm 1986 ~ ngày 24 tháng 5 năm 1990 (người quản lý).
6. Kim Soo-hak: ngày 1 tháng 9 năm 1998 ~ tháng 10 năm 2006.
7. Choi Chang-sik: tháng 10 năm 2006 ~ tháng 4 năm 2013.
8. Kang Ha-guk: tháng 4 năm 2013 ~ năm 2017.
9. Jang Joon-sang: năm 2017 ~ năm 2019.
10. O Chun-bok[1]: năm 2019 - nay.